# Marxisme als Països Catalans
El marxisme als Països Catalans va tenir una implantació inicial més aviat reduïda i tardana, menor a la que obtingueren altres tendències obreristes com l'anarquisme bakuninista. Mentre el socialisme d'inspiració marxista es trobava limitat per la dependència política cap a la direcció espanyola del PSOE, es va manifestar una tendència a confluir en una formació socialista d'obediència catalana (Unió Socialista de Catalunya el 1923), seguidora del socialisme gradualista i del fabianisme, alhora que la influència de la Revolució Russa atreia grups obrers diversos cap al comunisme, amb la creació de "La Batalla" (1922), la constitució de la Federació Comunista Catalanobalear (1924) i del Bloc Obrer i Camperol (1928).

## Els inicis del moviment obrer
Des de 1840 les societats obreres s'havien anat organitzant a Catalunya. L'octubre de 1868 es constituí una Direcció Central de les Societats Obreres de Barcelona, que convocà el Congrés Obrer de Catalunya el desembre de 1868. El setembre de 1869 dos delegats catalans, Rafael Farga Pellicer i Gaspar Sentiñón, assistiren al quart congrés de la Primera Internacional celebrat a Basilea. Però el nucli barceloní va optar per l'Aliança de la Democràcia Socialista, grup fundat per Bakunin, fracció organitzada dins la Internacional i oposada a les posicions de Karl Marx.
Al País Valencià des de l'organització dels primers internacionalistes, a partir del viatge de Giuseppe Fanelli l'any 1868, s'hi constituïren nuclis a València i a Alcoi. A finals de 1870 el Centre Federal d'Associacions Obreres de València tenia 8 seccions i prop de 500 afiliats. Després de la ruptura entre marxistes i anarquistes, produïda a escala europea el setembre de 1873, els marxistes trobaren algun suport a València, Dénia i Xàtiva, però alhora tingué molta més influència arreu del país el bakuninisme.
El moviment obrer balear també va rebre la influència directa del col·lectivisme de la Primera Internacional a través de "La Federación" de Barcelona. El 1870 el Centre Federal de Societats Obreres de Palma s'adherí a l'AIT i el sector més combatiu de l'obrerisme mallorquí, amb Joan Sánchez, Guillem Arbós i Francesc Tomàs, va ser bakuninista. A Menorca l'any 1871 s'introduí l'internacionalisme i es crearen centres obrers a Ciutadella i a Maó El 1901 començà la publicació de "El Obrero Balear", periòdic socialista mallorquí que es mantingué fins 1936.
En conclusió, es pot constatar que arreu dels Països Catalans va tenir més èxit en el si del moviment obrer el bakuninisme, en especial a Catalunya, que no el socialisme marxista, que inicialment va trobar els grups de seguidors més consistents al País Valencià.

## La Restauració
A partir de 1875 la Federació Regional Espanyola de l'AIT, en la clandestinitat, va perdre incidència. Un grup barceloní, que havia abandonat la línia bakuninista, constituí el Centre Federatiu de Societats Obreres de Barcelona, el 1877, dirigit per Josep Pàmies, Antoni Gusart, Joan Nuet, Caparó i altres membres de la federació tèxtil catalana "Les Tres Classes de Vapor", i alhora per federals com Baldomer Lostau. Aquest col·lectiu entrà en contacte amb el grup de tipògrafs marxistes de Madrid que havien constituït el 1879 el Partit Socialista Obrer Espanyol. A Catalunya s'hi adheriren tres grups: Barcelona, Sant Martí de Provençals i Mataró. El grup socialista català a partir de 1880 va publicar "El Obrero". El 1881 reorganitzaren l'Ateneu Català de la Classe Obrera, ara com Ateneu Obrer de Barcelona, dirigit per Manuel Bochons. Mentrestant el moviment obrer català majoritari basculava entorn de la reconstrucció de l'antiga Federació Regional Espanyola de l'AIT, ara amb el nom de Federació dels Treballadors de la Regió Espanyola, sota la direcció de Rafael Farga Pellicer, Josep Llunas i Pujals, Antoni Pellicer i Paraire i Francesc Tomàs, orientant-la cap el col·lectivisme i l'estratègia apolítica, tot i seguir la tradició bakuninista, amb oberta confrontació amb l'anarquisme més tombat cap a l'acció directa.
Els marxistes catalans confluïren amb el grup de Pablo Iglesias i constituïren la Unió General de Treballadors, a Barcelona, l'agost de 1888. Però l'intent d'implantar el socialisme, de la mà de la UGT i el PSOE, acabà fracassant a Catalunya davant la impossibilitat de dirigir el moviment obrer català d'una manera centralitzada des de Madrid. Al final, l'anarco-sindicalisme, en el marc d'un dur enfrontament social, es va acabar imposant. Malgrat tot l'obrerisme socialista mantenia alguna incidència, expressada en fets com la constitució el 1895 de la Unió Fabril Cotonera, centrada a Mataró.
Al País Valencià la implantació del socialisme també era menor a la de l'anarquisme. Al Congrés fundacional del Partit Socialista de 1888 hi assistiren delegacions de València i Xàtiva, i també sorgiren nuclis a Elx i Alacant. El socialisme tendria més incidència en el Baix Vinalopó i l'Alcoià, zones amb més industrialització i amb un menor desenvolupament del republicanisme.
A les Balears, a iniciativa dels republicans federals es constituí la Unió Obrera Balear, el 1881, dirigida per Fèlix Mateu Domeray, que comptà amb la col·laboració d'anarco-col·lectivistes, sobretot sabaters. A partir de 1890 els socialistes començaren a obtenir algun ressò front al reformisme republicà. El 1890 es va fundar l'Ateneu Obrer Mallorquí, animat per Francesc Roca i Hernández. L'Ateneu es va distanciar del republicanisme i, a través del grup socialista de Barcelona que publicava "La Guerra Social", el 1892 el grup dirigent es va adherir al PSOE, publicant "La Bandera Roja". L'Ateneu es convertí en la Federació Local de Societats Obreres i el socialisme aconseguí una certa implantació, encara molt limitada, a Ciutat, Alaró, Llucmajor i Manacor.

## La difusió de les obres de Marx i Engels als Països Catalans
La revista barcelonesa "La Federación", òrgan de la Primera Internacional, publicà la primera traducció d'un text de Marx a l'estat espanyol: el "Discurs inaugural de la AIT", pronunciat el 1864. La primera edició del "Manifest comunista" als Països Catalans és la de Barcelona de l'any 1882 a càrrec de "El Obrero". Cap al 1895 o 1896 es reedità a València el "Manifest". d'acord amb la traducció de José Mesa Llompart, publicada a Madrid el 1872. Francesc Layret, en la seva tesi doctoral de 1904 sobre la societat primitiva utilitzava el concepte de materialisme històric i s'adheria a les seves normes, esmentant sovint Engels. El 1926 es publica la primera traducció al català de Marx: un fragment del "Manifest" a "La Lucha Social". La primera traducció del "Manifest" al català és la d'Emili Granier Barrera de 1930. El 1932 apareix l'"Anti-Dühring" d'Engels. La segona versió catalana, de Pau Cirera i Feliu, es publicà el 1935 a "Justícia Social". L'Editorial Marxista del POUM va publicar una edició castellana, sense data. La "Crítica del programa de Gotha" de Marx es va publicar a Barcelona el 1936, amb un pròleg de Joaquim Maurín. El 1931 es començà a publicar una traducció d'"El Capital". "Salari, preu i guany" i "Treball assalariat i capital" foren publicades per primera vegada el 1906 i el 1932, respectivament, i, després de la guerra, conjuntament, el 1970. L'obra de Marx i Engels ha estat difosa als Països Catalans en traduccions castellanes peninsulars, americanes i de les edicions de llengües estrangeres de països de l'est d'Europa, així com en altres llengües, però els anys setanta començaren a editar-se en català alguns dels seus escrits: l'antologia Sociologia i filosofia social (1969), "Cartes a Kugelmann"(1970), "Manifest del partit comunista"(1976 i 1977), "La guerra civil a França" (1970) i "Misèria de la filosofia"(1979). L'edició catalana de "El Capital" no va aparèixer fins al 1983-1990, en traducció de Jordi Moners.

## Els primers anys del segle XX
Socialistes com el periodista Antoni Fabra Ribas i el dependent Antoni Badia Matamala tingueren un paper important en la constitució de la Solidaritat Obrera, el 1907. L'any 1909 tenia uns 15.000 afiliats i acabà integrant-se a la CNT, constituïda a Barcelona el setembre de 1911, aconseguint una forta implantació. La primera defensa del moviment nacional català feta des del socialisme, l'havia fet Andreu Nin el 1913. Nin procedia de la Unió Federal Nacionalista Republicana, passant primer al PSOE i a la CNT, i després al comunisme. El 1919 Joaquim Maurin i Pere Bonet publiquen a Lleida "Lucha Social", primera publicació que, des del sindicalisme revolucionari, propugnà l'adscripció al socialisme marxista. El 1923 es constituí la Unió Socialista de Catalunya, que amb la Dictadura de Primo de Rivera va restar desorganitzada. El 1930 la CNT mantenia una important implantació a Catalunya, mentre la UGT no sobrepassava el 16.600 membres. Mentrestant els Comitès Sindicalistes Revolucionaris sorgits dins la CNT s'havien adherit al PCE, fundat el 1921, sense evitar el posterior distanciament de la Federació Comunista Catalanobalear del PCE de José Bullejos, considerat dogmàtic i burocràtic, que acabà amb la seva expulsió. El novembre de 1930 la FCCB s'uní al Partit Comunista Català, creat el 1928 i dirigit per Jordi Arquer, constituint el Bloc Obrer i Camperol, que fou el partit obrer català més dinàmic durant la Segona República i el primer en aplicar la teoria i l'estratègia leninista al cas de Catalunya.
Al País Valencià el blasquisme va començar a perdre el control sobre el moviment obrer. Entre 1903 i 1923 hi hagué una intensa agitació social, amb un moviment vaguístic molt important. Les organitzacions anarquistes aconseguiren molta implantació, captant part del radicalisme republicà. Tant el PSOE com la UGT també començaren a implantar-se al País Valencià. El 1905 es constituí la Federació d'Agrupacions Socialistes de la Regió Valenciana, amb seu a Alacant i des del 1913 a Alcoi. La implantació del socialisme era major a les comarques meridionals i a algunes zones industrials com La Vall d'Uixó. L'escissió comunista de 1921 afectà poc el socialisme valencià. El 1920 es publica a València "L'estat i la revolució"· de Lenin. Durant la Dictadura de Primo de Rivera socialistes i ugetistes es consolidaren, generant les condicions pel fort creixement que es produiria durant la Segona República.
A les Illes Balears s'inicià una recuperació de les societats obreres que culminà en els anys vint. La CNT es reforçà entre els picapedrers i metal·lúrgics de Ciutat i a Inca. El 1919, en el marc de la unitat sindical entre socialistes i anarco-sindicalistes a través de la Federació de Societats Obreres de la Casa del Poble, el sindicalisme enquadrava quasi tots els oficis de Ciutat de Mallorca, tot i que els socialistes hi consolidaren la seva major influència. Mentrestant els socialistes partidaris de la III Internacional aconseguien una notable influència de la mà d'Antoni Maria Alzina i Ignasi Ferretjans. Amb la Dictadura de Primo de Rivera, mentre anarquistes i comunistes perdien influència, els socialistes inauguraren el local de la Casa del Poble cedit per Joan March i el 1925 constituïren la UGT de Balears.

## La Segona República
Durant els anys de la Segona República la CNT va ser hegemònica dins el moviment obrer català, amb uns 150.000 afiliats sols a Barcelona. L'ala més maximalista va adoptar un posicionament d'oposició al govern republicà i impulsà una tàctica de tipus insurreccional, col·locant en minoria els trentistes d'Àngel Pestaña i expulsant les federacions locals de Girona, Lleida i Tarragona que estaven influïdes pel Bloc Obrer i Camperol. El 1930 començaren a publicar-se "La Nueva Era" i "L'Hora". Es pot destacar, en el terreny de l'economia l'aportació de Francesc Canyades i del corrent de la nova economia amb Estanislau Ruiz Ponsetí, Manuel Serra Moret i Joan Sardà, així com en el camp més metodològic les aportacions de Josep Recasens, Marí Civera Martínez i Jordi Arquer.
L'Aliança Obrera, constituïda a Catalunya el desembre de 1933, va representar un intent de construir una plataforma obrera unitària, en la qual hi participaren inicialment la Unió Socialista de Catalunya i la Unió de Rabassaires, el socialistes del PSOE, la UGT, el Bloc Obrer i Camperol, l'Esquerra Comunista i el Partit Català Proletari. En la darrera fase s'hi incorporà el PCE. L'Aliança Obrera va ser un dels aspectes centrals de la política del BOC i la seva existència és bàsica per entendre els fets del 6 d'octubre de 1934 a Catalunya, i també a Astúries. Els grups marxistes catalans a partir d'aquest moment seguiren processos ben diferents: mentre el Bloc Obrer i Camperol confluiria amb l'Esquerra Comunista d'Andreu Nin per a constituir el Partit Obrer d'Unificació Marxista el 1935, el maig de 1936 s'unificaren la USC, la Federació Catalana del PSOE, el Partit Català Proletari i el Partit Comunista de Catalunya, constituint el Partit Socialista Unificat de Catalunya. Aquesta bifurcació marcava dues orientacions diferents que obririen pas a processos polítics i organitzatius contraposats. El POUM seria un partit de referència europea en el marc de l'intent de construir un projecte comunista deslliurat del dogmatisme estalinista i la seva concepció antidemocràtica del partit i de l'estat; el PSUC seria per la seva banda també una formació de referència en el marc de la nova tàctica frontpopulista de la III Internacional estalinista i un dels escassos exemples de la capacitat d'atreure cap al partit comunista formacions socialistes. Però l'equilibri de forces basculà a favor del PSUC, en la mesura en què aquest representava l'oficialitat del principal suport estatal a la Segona República (la URSS). I el context determinat per l'estalinisme era la liquidació dels dirigents i formacions polítiques comunistes que no acceptaven sense condicions el lideratge de Stalin. S'havia entrat en la fase de terror que duria a l'assassinat de la major part dels antics dirigents bolxevics i, en la seva irracionalitat, també a l'eliminació de molts de fidels estalinistes. La mà d'Stalin va estar al darrere de la repressió contra el POUM i l'empresonament i assassinat de part dels seus dirigents, fets entre els quals destaca l'assassinat d'Andreu Nin. Amb la Guerra Civil i la repressió estalinista es truncava la línia majoritària del sindicalisme obrer d'inspiració marxista a Catalunya (i també la línia amb més capacitat de reflexió teòrica autònoma) i a la vegada la dèbil tradició socialista catalana quedava absorbida per un partit comunista oficial com era el PSUC.
Al País Valencià es va produir durant la Segona República un debilitament de la CNT mentre que el trentisme hi tenia una notable influència, fins i tot superior a l'anarquisme ortodox, essent majoritari a la ciutat de València i al port del Grau. El socialisme visqué una clara expansió: el 1931 el PSOE tenia 5.220 afiliats i la UGT 56.636 adherits. La Federació Nacional de Treballadors de la Terra (FNTT) aconseguí una extensa implantació a València i Alacant. El 1930 Marí Civera inicià la publicació de "Cuadernos de Cultura" i entre 1932 i 1934 dirigí la revista mensual valenciana "Orto", on publicaren articles Andreu Nin, Josep Renau, Àngel Pestaña, Valeriano Orobón Fernández, Émile Armand, etc. El 1935, Josep Renau inicia la publicació de "Nueva Cultura".
El moviment obrer balear va créixer durant la Segona República, mentre anarcosindicalistes i comunistes lluitaven per desbordar els plantejaments moderats. La Federació Socialista Balear es constituí el maig de 1932. Els comunistes eren un grup minoritari i el PCE va tenir esment a fer trencar el grup illenc amb la Federació Comunista Catalanobalear i desplaçà a Mallorca l'agent estalinista Heribert Quiñones. El 1931 aparegué "Nuestra Palabra". El setembre de 1934 alguns militants del PCE, entre els quals hi havia Antoni Bauzà, foren expulsats i constituïren el Bloc Obrer i Camperol i més tard el POUM.

## Marxisme i qüestió nacional catalana
La Federació Comunista Catalanobalear tenia el seu origen en els Comitès Sindicalistes Revolucionaris constituïts a l'interior de la CNT el 1922, que mai s'acabaren d'integrar dins el PCE del tot i se'n separaren definitivament el 1929. Quan el novembre de 1930 s'uní amb el Partit Comunista Català, creat el 1928, originà el Bloc Obrer i Camperol. Entre els seus líders cal destacar Joaquim Maurín, Pere Bonet, Jordi Arquer i des de 1934, Josep Rovira, procedent del Partit Català Proletari. La FCCB va ser la primera organització que va plantejar una estratègia nacionalitària catalana pròpia, basada en les posicions leninistes.
La Unió Socialista de Catalunya, en canvi, va ser la primera organització que va plantejar, el 1923, la necessitat d'un socialisme autònom català i catalanista, d'inspiració reformista, practicant l'aliança electoral i la cooperació governamental amb la ERC. Manuel Serra i Moret, Rafel Campalans, Joan Comorera i Rafael Folch i Capdevila foren els seus dirigents més coneguts.
Segons Balcells el primer escrit on s'intentà articular de manera coherent la lluita de classes i el moviment nacional català va ser el projecte de tesis de la Federació Comunista Catalanobalear sobre la qüestió nacional, que publicà "La Batalla" el 12 de març de 1931. En aquest document se sostenia que els comunistes havien de donar un suport decidit als moviments nacionalistes de Catalunya, País Basc i Galícia, però esforçant-se perquè la direcció d'aquests moviments fos proletària. Acusaven el PCE d'incloure el dret a l'autodeterminació dels pobles "per simple formulisme verbal", mentre a la pràctica presentava el moviment separatista com un moviment burgès contrari als treballadors. Balcells conclou que durant la Segona República els textos marxistes catalans sobre la qüestió nacional tenen l'interès, a pesar de l'escassa originalitat i del seu esquematisme, de reflectir una autèntica presa de consciència del procés en marxa, adoptant la doctrina leninista sobre les nacionalitats, ignorada pels portaveus de les organitzacions majoritàries del moviment obrer.

## La significació històrica del BOC i el POUM
Andrew Charles Durgan assenyala que dels molts grups comunistes independents que començaren a sorgir en els anys trenta en el panorama internacional, el BOC i el POUM n'és el més important. Aquesta importància, però, li costà cara, ja que es va convertir en l'objectiu principal dels seus poderosos detractors estalinistes. El BOC, després de 1932-33, i molt més el POUM amb posterioritat, s'identificà amb l'època revolucionària del bolxevisme rus, en connexió amb les orientacions polítiques dels primers quatre congressos de la IIIª Internacional (1919-1922). Per això mateix se separaren de manera enèrgica de l'evolució posterior de la Comintern i, en aquesta mesura, el POUM s'apropà al trotskisme, amb el qual compartia part de la crítica a l'estalinisme, però amb un conjunt de discrepàncies estratègiques i tàctiques que en marcaven distàncies amb molta claredat. Entre les aportacions originals del BOC hi ha la mateixa concepció organitzativa del BOC com una organització més àmplia i autònoma amb relació a la formació de l'avantguarda comunista, la FCI, una separació que es va anar esvaint amb el temps, i de fet va ser el BOC, i no la FCI, la que es va unificar amb l'Esquerra Comunista per a constituir el POUM. També són originals les primeres posicions adoptades davant la qüestió nacional i el poder revolucionari.
Com diu Durgan l'originalitat dels comunistes catalans arrenca del fet de tenir unes arrels i un desenvolupament propis i diferents als del PCE i a l'enfrontament que mantingueren amb aquest ja des del començament. En el marc general de les organitzacions obreres de l'època, el BOC va desenvolupar un marc teòric, des del marxisme, amb el qual poder analitzar la societat catalana i espanyola dels anys trenta, a un nivell tan sols comparable al de l'Esquerra Comunista de Nin, amb qui que després es fusionaria per formar el POUM, i molt lluny de la pobresa ideològica i l'esquematisme doctrinari del PCE. En aquest terreny l'anàlisi de Maurín sobre el desenvolupament històric de l'estat espanyol i el paper de les diverses classes socials en aquest procés insistia en la fragilitat de les classes mitjanes i en la convicció del necessari paper capdavanter dels treballadors en l'aplicació de les reformes socials i polítiques. També cal assenyalar que a partir de 1932-33 el Bloc va plantejar i advertir de la possibilitat que sorgís a Espanya un feixisme d'origen militar.
Les principal aportacions polítiques i teòriques fetes des del BOC i el POUM foren les d'Hilari Arlandis, Jordi Arquer, Pere Bonet, Victor Colomer, Joaquim Maurín, Jaume Miravitlles i Andreu Nin.

## La postguerra i el franquisme
Després de la guerra civil de 1936-39, amb la repressió i l'exili que va seguir, el moviment obrer i els partits d'esquerra es varen trobar amb enormes dificultats. El 1945 es constituí a Tolosa de Llenguadoc el Moviment Socialista de Catalunya, on confluïren un grup de persones procedents del PSUC amb Manuel Serra i Moret i un altre procedent del POUM amb Josep Rovira. El poumista Albert Masó i March "Alberto Vega" va tenir un paper significat en la constitució de "Socialisme ou Barbarie" (1948) i "Pouvoir Ouvrier" (1963-1969). Mentrestant, en el PSUC, Joan Comorera fou exclòs sota l'acusació de nacionalista i titista. El 1945 apareix "Endavant" dirigida per Josep Pallach. En els anys seixanta aparegueren nous grups com el Front Obrer de Catalunya (FOC) i organitzacions unitàries com les Comissions Obreres i el Sindicat Democràtic d'Estudiants de la Universitat de Barcelona. I a finals dels anys seixanta diverses escissions del PSUC que originaren formacions de signe maoista com el Partit Comunista d'Espanya (internacional) i Bandera Roja (que en la seva major part retornaria al PSUC el 1974). El FOC es dissoldria el 1970. Altres propostes, com Lliga Comunista Revolucionària, Acció Comunista o l'Organització d'Esquerra Comunista, intentaren construir formacions comunistes no estalinistes, o reconstruir el POUM, sense èxit.
Al País Valencià, amb la desaparició dels darrers maquis, el 1950-1951, sols restaren alguns grups del Partit Comunista d'Espanya. En els anys seixanta aparegué el Partit Socialista Valencià, fundat el 1960, que desaparegué el 1968, mentre es començava a produir l'aflorament de multitud de partits de l'esquerra revolucionària, més o menys influïts pels fets del maig francès. A finals dels anys seixanta es començà a formar un nou moviment obrer, amb organitzacions com Comissions Obreres i USO. Sense dubte la publicació, el 1962, de "Nosaltres els valencians", de Joan Fuster va representar una fita en l'aparició d'un nou valencianisme progressista. Ja en els anys setanta es reconstituí el PSOE i altres formacions com el Partit Socialista del País Valencià. L'any 1972 Emili Gómez Nadal publicà "El País Valencià i els altres". Entre altres autors i activistes, persones com Vicent Ventura, Josep Lluís Blasco, Josep Guia, Alfons Cucó, Doro Balaguer, Emèrit Bono o Gustau Muñoz, contribuïren a un desvetllament del pensament crític, sovint d'arrel fusteriana, però no sols amb aquest component ideològic, al País Valencià.
A les Illes Balears fins a finals dels anys seixanta no es varen organitzar formacions com el PCE i les Comissions Obreres. Com arreu dels Països Catalans varen aparèixer formacions com Bandera Roja, les plataformes anticapitalistes i l'OEC, el PSAN, i altres. El 1974 es va reconstituir la UGT i el PSOE. Va ser destacable l'aportació de persones com Josep Maria Llompart i Antoni Serra en la constitució d'un pensament mallorquinista d'esquerra, sense ignorar la publicació de "Els mallorquins" (1967) de Josep Melià, però la vertebració d'un moviment amb incidència social i política va ser obra, sobretot, del Partit Socialista de Mallorca, a partir de 1977, amb persones com Sebastià Serra, Mateu Morro, Pere Sampol o Damià Pons.

En consonància amb els corrents més generals, als Països Catalans hom pot constatar una forta minva de la influència del marxisme en les formacions polítiques d'esquerra, almenys d'una forma explícita, des dels anys vuitanta ençà. Aquesta, tanmateix, resta considerable en el món universitari i de la cultura, en especial en el camp de l'economia, la sociologia i la història.

## El marxisme i la cultura
En el camp intel·lectual, una nova generació universitària marxista sorgí a l'interior durant els anys cinquanta, amb noms com Manuel Sacristán, Francesc Vicens, Josep Fontana, Joaquim Molas, Josep Termes, Jordi Solé i Tura, etc. Jordi Solé Tura a «Catalanisme i revolució burgesa»(1967), vinculà el catalanisme a l'acció de la burgesia i, específicament, al seu fracàs en l'intent de fer una revolució burgesa a Espanya. La revista "Nous horitzons", segons Giaime Pala, va ser la principal aportació dels intel·lectuals del PSUC a la revitalització de la cultura catalana durant els anys del franquisme. La influència del marxisme del PSUC en la cultura catalana, que serà important fins als anys de la transició a la democràcia, començà aquí. Al mateix temps, hom reprengué la difusió legal d'obres de Marx i d'historiadors i economistes com Eric Hobsbawm, Pierre Vilar, Maurice Herbert Dobb, Paul Sweezy, Ernest Mandel, etc. Cal destacar la influència als Països Catalans de teòrics com Antonio Gramsci, reivindicats tant pel marxisme crític i revolucionari com per l'eurocomunisme.
La posició de Solé Tura ha estat qüestionada per autors com Josep Benet, Josep Termes i altres. En aquest sentit, les tesis de Solé Tura manifestaven, a la pràctica, una tendència a rebutjar la possibilitat d'un catalanisme popular que pogués ser alternatiu a les versions conservadores, a partir de la supeditació del projecte de l'esquerra catalana a un esquema estatal espanyol. L'èxit important d'aquesta interpretació trobaria un cert suport amb teories com les d'Eric Hobsbawm expressades a llibres com "L'invent de la tradició" i desenvolupades a partir de l'hostilitat ideològica cap als moviments d'alliberament nacional, posicions diferents a les d'autors més alliberats del pes mort de les ortodòxies, com podria ser E. P. Thompson. La influència d'un marxisme crític, en la línia de Manuel Sacristan; l'atenció cap a l'obra d'Antonio Gramsci i la presència, en autors com Josep Fontana, d'un coneixement del marxisme britànic més obert que l'estructuralisme althusserià han tengut el seu pes en les múltiples orientacions dels nous corrents del marxisme als Països Catalans.
Ja als anys setanta, la generalització del marxisme com a instrument d'anàlisi en el domini de les ciències socials fou patent al món universitari dels Països Catalans, i en foren testimonis revistes com Recerques, Arguments, Cuadernos de arquitectura y urbanismo, Taula de canvi, Materials, Cal dir, etc.

### El pensament
A partir de mitjans anys seixanta el discurs marxista va tenir un gran pes en el món cultural català: Manuel Vázquez Montalbán, Josep Fontana, Francesc Vallverdú, els editors Josep Maria Castellet i Alfons C. Comín i Jordi Solé Tura. De tota manera, la figura de Manuel Sacristán, director de la revista "Nous Horitzons" entre 1967 i 1971, va ser clau, tant per la seva tasca docent com per l'activitat d'intel·lectual combatiu, fet que li va costar l'expulsió de la Universitat de Barcelona l'any 1966. Entre els amics i deixebles de Sacristan cal esmentar Juan-Ramón Capella Hernández, Francisco Fernández-Buey, Antoni Domènech, Daniel Raventós i altres.
Al País Valencià es pot destacar l'aportació de Josep Lluís Blasco i la de Josep Ernest García, antic secretari general del PCPV i autor de "Les cendres de maig" (1983) que feia seves les tesis de l'ecologisme i l'anàlisi dels nous moviments socials.
L'eivissenc Àngel Palerm, exiliat a Mèxic, va estudiar les societats pageses mesoamericanes i va participar en el debat sobre l'articulació dels modes de producció, reconsiderant el mecanicisme determinista predominant en el marxisme oficial. Albert Saoner, primer, i després Bernat Riutort Serra, Mateu Cabot Ramis o Sebastià Trias han estudiat aspectes del marxisme i, en general, del pensament filosòfic contemporani i la teoria de la política.

### La història
En l'àmbit de la història, tant Josep Fontana com Josep Termes varen tenir un paper en la introducció del marxisme. De manera progressiva s'incorporaren a la universitat joves historiadors com Francesc Espinet, Miquel Izard, Anna Sallés, Ramon Garrabou, Borja de Riquer, Pere Gabriel, Anna Maria Garcia i José Luis Martín Ramos. Més tard s'hi uniren Esteban Canales, Francesc Bonamusa, Ramon Alquézar, Joaquim Nadal i Enric Ucelay Da Cal. A les Illes Balears Isabel Moll Blanes i Jaume Suau han estudiat la història agrària i les relacions polítiques en el marc de les societats precapitalistes. Miquel Barceló es va especialitzar en l'estudi de les societats musulmanes i en arqueologia medieval.

### L'economia
Jacint Ros Hombravella i Antoni Montserrat publicaren el 1967 "L'aptitud financera de Catalunya". Joan Martínez Alier va començar estudiant les estructures agràries i després va ser un dels introductors de l'ecologisme a Catalunya. Josep Maria Bricall publicà "Introducció a l'economia" (1977). Alfons Barceló Ventaiol, per la seva banda, publicà "Reproducció econòmica i modes de producció". Agustí Colom, Antoni Puig, Albert Recio i tot un seguit d'economistes han contribuït al replantejament d'una economia crítica, en part entorn del Seminari d'Economia Crítica Taifa, fundat per Miren Etxezarreta